# CP/CMS
CP/CMS (Control Program/Cambridge Monitor System) — багатозадачна операційна система компанії IBM кінця 1960-х — початку 1970-х років, відома своєю відмінною надійністю, продуктивністю та розширеними можливостями. Система забезпечувала віртуалізацію обчислювальних ресурсів на рівні, що дозволяв розглядати їх сукупність як окремі віртуальні машини, на яких, у свою чергу, могли бути завантажені інші операційні системи.
За час свого розвитку CP/CMS мала три різні реалізації:
- CP-40/CMS — дослідницька система, в якій з'явилась реалізація архітектури віртуальних машин;
- CP-67/CMS — реалізація архітектури CP-40/CMS для мейнфреймів IBM System/360-67;
- CP-370/CMS — реалізація CP-67/CMS для мейнфреймів IBM System/370, не випускалась як комерційний продукт, але стала основою для системи VM/370, яка вийшла в 1972 році.

Кожна реалізація була суттєвим розвитком свого попередника. CP/CMS відіграла важливу роль у розвитку теорії операційних систем.